# Robert A. Kraft
Pour les articles homonymes, voir Robert Kraft et Kraft.
Robert A. Kraft, né en 1934 à Waterbury (Connecticut) et mort le 15 septembre 2023 à Ambler (Pennsylvanie), est un professeur émérite d'études religieuses à l'université de Pennsylvanie. Il est connu pour son travail de pionnier dans l'application de l'informatique à l'étude de la littérature ancienne (y compris la numérisation et le codage de textes anciens) et pour ses importantes contributions à l'étude du judaïsme et du christianisme primitif.

## Vie

### Éducation
En 1955, Kraft a obtenu une baccalauréat universitaire ès lettres (en philosophie) et en 1957 une maîtrise universitaire ès lettres (en Nouveau Testament), toutes deux au Wheaton College. En 1961, il a obtenu un philosophiæ doctor à l'université Harvard en histoire et philosophie de la religion (origines chrétiennes).

## Travail

### Enseignement
De 1961 à 1963, il a été maître de conférences à l'université de Manchester en Angleterre. En 1963, Kraft est entré au département d'études religieuses de l'université de Pennsylvanie, où il a été nommé professeur titulaire en 1976 et titulaire de la chaire Berg en 1992. Kraft a également été conférencier invité au Séminaire théologique luthérien de Philadelphie en 1965-1966.
Kraft est maintenant semi-retraité et continue à diriger un séminaire de niveau supérieur chaque trimestre.

### Organisations
Kraft est membre du Studiorum Novi Testamenti Societas (SNTS), de l'International Organization for Septuagint and Cognate Studies (IOSCS) et de la Société américaine des papyrologues. Il est également membre de l'Society of Biblical Literature et en a été le président en 2006. Kraft a été cofondateur et coordinateur du Philadelphia Seminar on Christian Origins (PSCO), qu'il a créé à son arrivée à Penn en 1963,. Il a également fait partie de la (des) commission(s) de traduction de la Bible pour les versions Revised Standard Version (RSV) et New Revised Standard (NRSV) de la Bible.